# Podrzewie
Podrzewie – wieś w Polsce, położona w województwie wielkopolskim, w powiecie szamotulskim, w gminie Duszniki.

## Podział i położenie wsi
| SIMC    | Nazwa | Rodzaj    |
| ------- | ----- | --------- |
| 0583214 | Huby  | część wsi |
| 0583220 | Pólko | część wsi |

Wieś sołecka, położona na zachód od Szamotuł, przy trasie drogi krajowej nr 92 z Poznania do Pniew

## Historia
Miejscowość pierwotnie była związana z Wielkopolską. Istnieje co najmniej od pierwszej połowy XV wieku i ma średniowieczną metrykę. Po raz pierwszy odnotowana została w łacińskim dokumencie z 1403 pod nazwą „Podrzewo, Podrzewe”, 1415 „Podrzewye”, 1434 „Podrzevye”, 1444 „Podrzewie”, 1564 „Podrzeuie”.
Początkowo wieś była własnością kościelną należącą do biskupstwa poznańskiego leżącą w kluczu bukowskim. W 1508 leżała w powiecie poznańskim województwa poznańskiego w Koronie Królestwa Polskiego, w parafii Wilczyna.
Pierwszy zachowany zapis historyczny dotyczący wsi pochodzą z historycznych zapisów sądowych. W latach 1403–1404 miały miejsce procesy o rozgraniczenie Podrzewia z innymi dobrami biskupstwa poznańskiego oraz z Lubosiną Piotra Wilka. W 1408 we wsi przebywał biskup poznański Wojciech Jastrzębiec, który wystawił tu jeden ze swoich dokumentów. W 1415 miała miejsce przed sądem ziemskim zapowiedź lasów, gajów, zarośli i borów położonych pomiędzy dobrami biskupstwa poznańskiego: Duszniki, Podrzewie, Wilczyna, Koszanowo, Sękowo i Młynkowo.
W latach 1403–1434 odnotowano zwykłych mieszkańców wsi, kmieci z Podrzewia. W 1403 kmiotkę Małgorzatę niegdyś z Podrzewia, która toczyła spór sądowy z Piotrem Wilkiem z Lubosiny o zabicie jej męża. W 1403 Marcin kmieć podrzewski toczył proces z Piotrem Wilkiem z Lubosiny o rany. W 1434 Jan Durka kmieć z Podrzewia był w sporze sądowym z Wincentym z Sadów. W 1434 Stanisław Durka kmieć podrzewski toczył proces z Michałem z Kiekrza i z Kuszem z Rosnowa koło Stęszewa. W 1444 odnotowany został Jan kmieć podrzewski, a w 1485 Szymon Chlebowski kmieć oraz sołtys w Podrzewiu. W 1485 pracownik Mikołaj sołtys z Podrzewia za zgodą biskupa poznańskiego sprzedał za 40 grzywien półgroszy pracownikowi Szymonowi Chlebowskiemu kmieciowi z podrzewskiemu należące do niego pół sołectwa w Podrzewiu, wsi biskupiej w tenucie bukowskiej, tj. dwa łany, karczmę oraz wiatrak.
W 1466 biskup poznański Andrzej Bniński dał szlachcicowi Januszowi z Gnojna swojemu pokojowcowi dwa łany sołectwa w Podrzewiu, swojej wsi w kluczu bukowskim, oraz pozostałości ról, czyli kąty, które dotychczas uprawiali kmiecie. Zastrzegł sobie jednak prawo wykupu sołectwa za 20 grzywien szer. półgroszy na rzecz stołu biskupiego. Sołtys otrzymywał 1/3 opłat sądowych i zobowiązany był do służby konno dla biskupstwa. W 1475 opatrzny Jan sołtys z Podrzewia okazał przed sądem dwa przywileje wystawione dla różnych osób na sołectwo we wsi Podrzewie należącej do biskupa poznańskiego w kluczu bukowskim. Niegdyś było ono podzielone, a według dokumentu zostało przez Jana wykupione i połączone. Biskup poznański na prośbę Jana wystawił nowy przywilej. Według niego sołectwo obejmowało 4 łany wolne oraz pozostałości ról, czyli kąty, karczmę, jatki rzeźnicką, piekarską i szewską, 1/3 opłat sądowych, prawo do polowania na zające i inną drobną zwierzynę. Sołtys mógł zbudować wiatrak oraz wypasać stado owiec przy pomocy własnego pasterza, niezależnie od kmieci. Sołtys zobowiązany był do służby konno, tak jak inni sołtysi z klucza Buk.
Miejscowość odnotowały również historyczne rejestry podatkowe. W 1478 i 1499 Podrzewie figurowało w wykazach zaległości podatkowych. W 1508 miał miejsce pobór od 16 łanów oraz po 6 groszy od 3 karczm. W latach 1509–1580 wieś miała dwóch sołtysów gospodarujących na łanach sołeckich. W 1509 pobrano podatki od 17 łanów, 3 grosze od 4 karczm, sołtys zapłacił od dwóch łanów, a drugi sołtys nie zapłacił nic od 2 łanów. W 1510 miał miejsce pobór od 17 łanów, trzech karczm, a każdy z dwóch sołtysów zapłacił od połowy łana. W 1510 we wsi było 17 łanów osiadłych, 4 łany opuszczone, 4 karczmy, 6 zagrodników, a każdy z dwóch sołtysów uprawiał 2 łanów. W 1563 pobrano podatki od 19,5 łana, 4 łanów sołeckich, 7 komorników, 4 karczm dziedzicznych, dwóch krawców oraz kowala. W 1564 w Podrzewiu było 25 łanów, a w tym 19 łanów osiadłych, 4 łany sołeckie oraz dwa łany opuszczone. Z każdego łana płacono czynsz roczny w wysokości jednej grzywny i 6 groszy oraz 4 ćwiertnie owsa, 2 kapłony i 30 jaj. Sołtys dawał jednego złotego, a 4 karczmarzy płaciło po 24 groszy. We wsi były 3 zagrody, z tego dwie osiadłe, które płaciły po 4 grosze. Jedna opuszczona zagroda została zajęta na użytek dworu. Mieszkańcy dawali także owies oraz kury tytułem opłaty zwanej wiecne. Lasów strzegli sołtysi oraz zarządcy z Dusznik i Młynkowa. W 1577 miał miejsce pobór z Podrzewia wsi biskupów poznańskich. W 1580 pobrano podatki od 19 łanów, 4 zagrodników, 7 komorników, jednego łana opuszczonego, kowala, krawca, połowy łana, 4 łanów sołeckich. W 1583 wieś liczyła 27 łanów.
Wieś duchowna, własność biskupa poznańskiego, położona była w 1580 roku w powiecie poznańskim województwa poznańskiego w Rzeczypospolitej Obojga Narodów. Wskutek II rozbioru Polski w 1793, miejscowość przeszła pod władanie Prus i jak cała Wielkopolska znalazła się w zaborze pruskim.

## Zabytki
W niewielkim parku o pow. 1,75 ha z około 1900 r. stoi dwór – willa z lat 1908–1910; dwukondygnacyjny z dwoma tarasami, kryty dachem mansardowym. We wsi zachowała się kuźnia z 1896 r. Na budynku szkolnym widnieje tablica pamiątkowa poświęcona Kazimierzowi Baranieckiemu (1900-1940), kierownikowi szkoły. Zginął wiosną 1940 r. w Katyniu.
W latach 1954–1961 wieś była siedzibą gromady Podrzewie, po jej zniesieniu w gromadzie Duszniki. W latach 1975–1998 wieś administracyjnie należała do województwa poznańskiego.